# Donne River
Der Donne River ist ein Fluss im Südwesten der Südinsel Neuseelands und Teil der Darran Mountains im Fiordland-Nationalpark. Er führt das Wasser zahlreicher Bäche sowie das Schmelzwasser des Taoka Icefall, der in der Südflanke des 2246 m hohen Mount Patuki hängt, in den Cleddau River ab, der nach wenigen Kilometern in den Milford Sound/Piopiotahi, einen Meeresarm der Tasmansee, mündet. Kurz vor der Mündung in den Cleddau River überquert der New Zealand State Highway 94 sowohl den Donne als auch den Gulliver River.